# Louise Charlotte af Slesvig-Holsten-Sønderborg-Augustenborg
Louise Charlotte af Slesvig-Holsten-Sønderborg-Augustenborg (13. april 1658 – 2. maj 1740) var en dansk-tysk prinsesse, der var titulær hertuginde af Slesvig-Holsten-Sønderborg-Beck. Hun var datter af hertug Ernst Günther 1. af Slesvig-Holsten-Sønderborg-Augustenborg og blev gift med hertug Frederik Ludvig af Slesvig-Holsten-Sønderborg-Beck.

## Biografi
Louise Charlotte blev født den 13. april 1658 i Augustenborg på Als som det femte barn og tredje datter af hertug Ernst Günther 1. af Slesvig-Holsten-Sønderborg-Augustenborg i hans ægteskab med Augusta af Slesvig-Holsten-Sønderborg-Glücksborg.
Hun blev gift den 1. januar 1685 i Augustenborg med sin fætter Frederik Ludvig af Slesvig-Holsten-Sønderborg-Beck, der i 1719 efterfulgte sin barnløse brodersøn som hertug. Der blev født 13 børn i ægteskabet. Tre af sønnerne, Frederik Vilhelm, Karl Ludvig og Peter August blev senere titulære hertuger af Sønderborg-Beck.
Den 18. januar 1701 deltog Louise Charlotte og hendes mand i den ceremoni i Königsberg, hvor den brandenburgske kurfyrste Frederik 3. blev kronet til konge i Preussen.
Hertug Frederik Ludvig døde i 1728 i Königsberg. Louise Charlotte overlevede sin mand med 12 år og døde den 2. maj 1740 i Königsberg.

## Børn
- Dorothea (24. november 1685–25. december 1761)

∞ Markgrev Georg Friedrich Karl af Brandenburg-Bayreuth
- Frederik Vilhelm 2. (18. juni 1687–11. november 1749), preussisk generalfeltmarskal, guvernør i Berlin

∞ Fyrstinde Czartoriska, født Eleonora von Loß, datter af den polske storskattemester Wladislaus von Loß
∞ 1721 Ursula Anna af Dohna-Schlodien-Carwinden, datter af grev Christoph 1. af Dohna-Schlodien
- Frederik Ludvig (25. august 1688–5. november 1688)
- Sophie Charlotte (15. august 1689–8. oktober 1693)
- Karl Ludvig (18. september 1690–22. september 1774), brandenburgsk generalløjtnant, guvernør i Reval

∞ Anna Karolina Orzelska
- Amelie Auguste (22. september 1691–11. august 1693)
- Philip Vilhelm (10. juni 1693–november 1729)
- Louise Albertine (27. august 1694–10. januar 1773)

∞ Albert Siegmund von Seeguth-Stanisławski (10. august 1688–16. september 1768)
- Peter August (7. december 1697–22. maj 1775), russisk generalguvernør
- Sophie Henriette (18. december 1698–9. januar 1768)

∞ Albrecht Christian Burggraf von Dohna-Schlobitten-Leistenau (3. september 1698–3. maj 1752)
- Charlotte (15. marts 1700–19. juli 1785), Abedisse i Quedlinburg

## Eksterne links
- Hans den Yngres efterkommere